# Mitrailleuse
Mitrailleuse je francuska riječ koja označava sve vrste strojnica. Prvo takvo oružje je konstruirao belgijski inženjer Joseph Montigny, koji je prodavao oružje Francuzima tijekom 1869. godine. Bila je to straga punjena mehanička strojnica koja se sastojala od cijevi međusobno spojenih i raspoređenih tako da se kroz njih može ispaljivati istovremeno i brzo. Francuzi su se nadali da će im ovo oružje pomoći u Francusko-pruskom ratu 1870., ali nisu imali željeni učinak primarno zbog toga što su te strojnice koristili kao topništvo umjesto kao oružje za blisku potporu pješaštvu.